# Малатийская епархия
Малатийская (Мэлитенская) епархия Киликийского патриархата Армянской Апостольской церкви (арм. Հայ Առաքելական եկեղեցու Կիլիկիայի պատրիարքության Մալաթիայի թեմ) — упразднённая после Геноцида армян 1915 года епископская епархия Армянской Апостольской церкви бывшая в составе Киликийского патриархата с центром в городе Малатия(современная Малатья).
В юрисдикцию Малатийской епархии входила территория Малатийского санджака Османской империи. По данным на 1911 год количество верующих Армянской Апостольской церкви — 20.000, общин — 42, также верующих армян-протестантов — 1.000, верующих Армянской Католической церкви — 2.000. 
Епархия имела 23 церквей.